# Тейшейра-ди-Фрейтас (Баия)
Тейшейра-ди-Фрейтас (порт. Teixeira de Freitas)  —  муниципалитет в Бразилии, входит в штат Баия. Составная часть мезорегиона Юг штата Баия. Входит в экономико-статистический  микрорегион Порту-Сегуру. Население составляет 123 399 человек на 2006 год. Занимает площадь 1153,791 км². Плотность населения — 107,0 чел./км².
Праздник города — 9 мая.

## История
Город основан в 1986 году.

## Статистика
- Валовой внутренний продукт на 2005 год составляет 619 322,00 реалов (данные: Бразильский институт географии и статистики).
- Валовой внутренний продукт на душу населения на 2005 год составляет 5112 реалов (данные: Бразильский институт географии и статистики).
- Индекс развития человеческого потенциала на 2000 год составляет 0,698 (данные: Программа развития ООН).